# Коно Спрингс (Аризона)
Коно Спрингс (енгл. Kino Springs) насељено је место без административног статуса у америчкој савезној држави Аризона.

## Демографија
По попису из 2010. године број становника је 136.
| Група             | 2000.    | 2010.      |
| Белци             | 0 (0,0%) | 48 (35,3%) |
| Афроамериканци    | 0 (0,0%) | 3 (2,2%)   |
| Азијати           | 0 (0,0%) | 0 (0,0%)   |
| Хиспаноамериканци | 0 (0,0%) | 85 (62,5%) |
| Укупно            | 0        | 136        |